# Le Vaudreuil
Le Vaudreuil è un comune francese di 3 733 abitanti situato nel dipartimento dell'Eure nella regione della Normandia.

## Società

### Evoluzione demografica
Abitanti censiti